# MBLAC2
MBLAC2 (англ. Metallo-beta-lactamase domain containing 2) – білок, який кодується однойменним геном, розташованим у людей на 5-й хромосомі. Довжина поліпептидного ланцюга білка становить 279 амінокислот, а молекулярна маса — 31 372.
| 10         |  | 20         |  | 30         |  | 40         |  | 50         |
| ---------- |  | ---------- |  | ---------- |  | ---------- |  | ---------- |
| MSALEWYAHK |  | SLGDGIFWIQ |  | ERFYESGNRA |  | NIWLVRGSEQ |  | DVVIDTGLGL |
| RSLPEYLYSS |  | GLLQDREAKE |  | DAARRPLLAV |  | ATHVHFDHSG |  | GLYQFDRVAV |
| HHAEAEALAR |  | GDNFETVTWL |  | SDSEVVRTPS |  | PGWRARQFRV |  | QAVQPTLILQ |
| DGDVINLGDR |  | QLTVMHMPGH |  | SRGSICLHDK |  | DRKILFSGDV |  | VYDGSLIDWL |
| PYSRISDYVG |  | TCERLIELVD |  | RGLVEKVLPG |  | HFNTFGAERL |  | FRLASNYISK |
| AGICHKVSTF |  | AMRSLASLAL |  | RVTNSRTSP  |  |            |  |            |

A: Аланін

C: Цистеїн

D: Аспарагінова кислота

E: Глутамінова кислота

F: Фенілаланін

G: Гліцин

H: Гістидин

I: Ізолейцин

K: Лізин

L: Лейцин

M: Метіонін

N: Аспарагін

P: Пролін

Q: Глутамін

R: Аргінін

S: Серин

T: Треонін

V: Валін

W: Триптофан

Кодований геном білок за функцією належить до гідролаз. 
Задіяний у таких біологічних процесах, як ацетилювання, альтернативний сплайсинг. 
Білок має сайт для зв'язування з іонами металів, іоном цинку. 